# Redemptoristenkloster Bochum

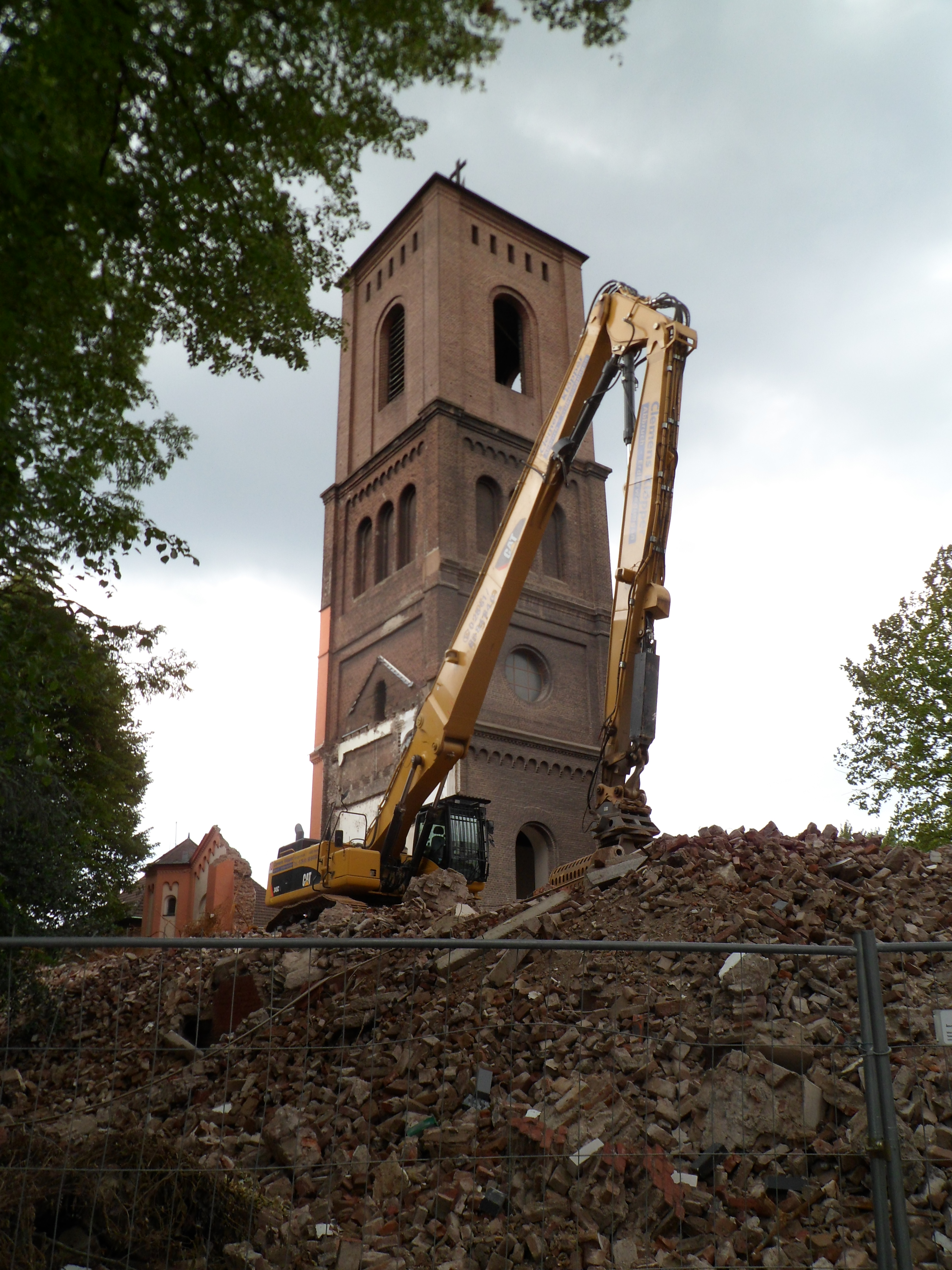
Kirchturm des Redemptoristenklosters Bochum

Das Redemptoristenkloster „Maria Hilf“ war ein Kloster der Redemptoristen in der Stadt Bochum, wurde 1868 gegründet und bestand mit Unterbrechungen bis 2011.

## Geschichte
Initiator für die Gründung war der Paderborner Bischof Konrad Martin. 1869 wurde der Grundstein für die von Baumeister Heinrich Sonntag im Stil der Neoromanik konzipierte Kirche gelegt, die ein Jahr später geweiht wurde.
Das Kloster wurde mehrfach aufgelöst und die Patres wurden vertrieben, erstmals im Kulturkampf durch die Preußische Regierung 1873. Die Kirche wurde zunächst von den Nachbargemeinden St. Marien und St. Joseph genutzt. 1899 erfolgte die Wiederbesiedlung. Während des Nationalsozialismus löste die Gestapo das Kloster auf, die Gebäude wurden von litauischen Umsiedlern bezogen. Beim alliierten Bombenangriff auf Bochum 1943 wurde auch das Kloster mit seiner Kirche getroffen und brannte völlig aus.
Der Wiederaufbau begann 1950 und wurde von den Architekten Kurt Hubert Vieth und Günter Settnik geleitet. Die fünf Stahlglocken des Glockenspiels (a0, c1, d1, f1, g1) von 1954 stammten vom Bochumer Verein. Die 1958 fertiggestellte neue Anlage wich von der ursprünglichen stark ab. Die Fenster der Seitenschiffe wurden von Franz Pauli gestaltet, jene des Chores von Fidelis Bentele.

## Auflösung und Abriss

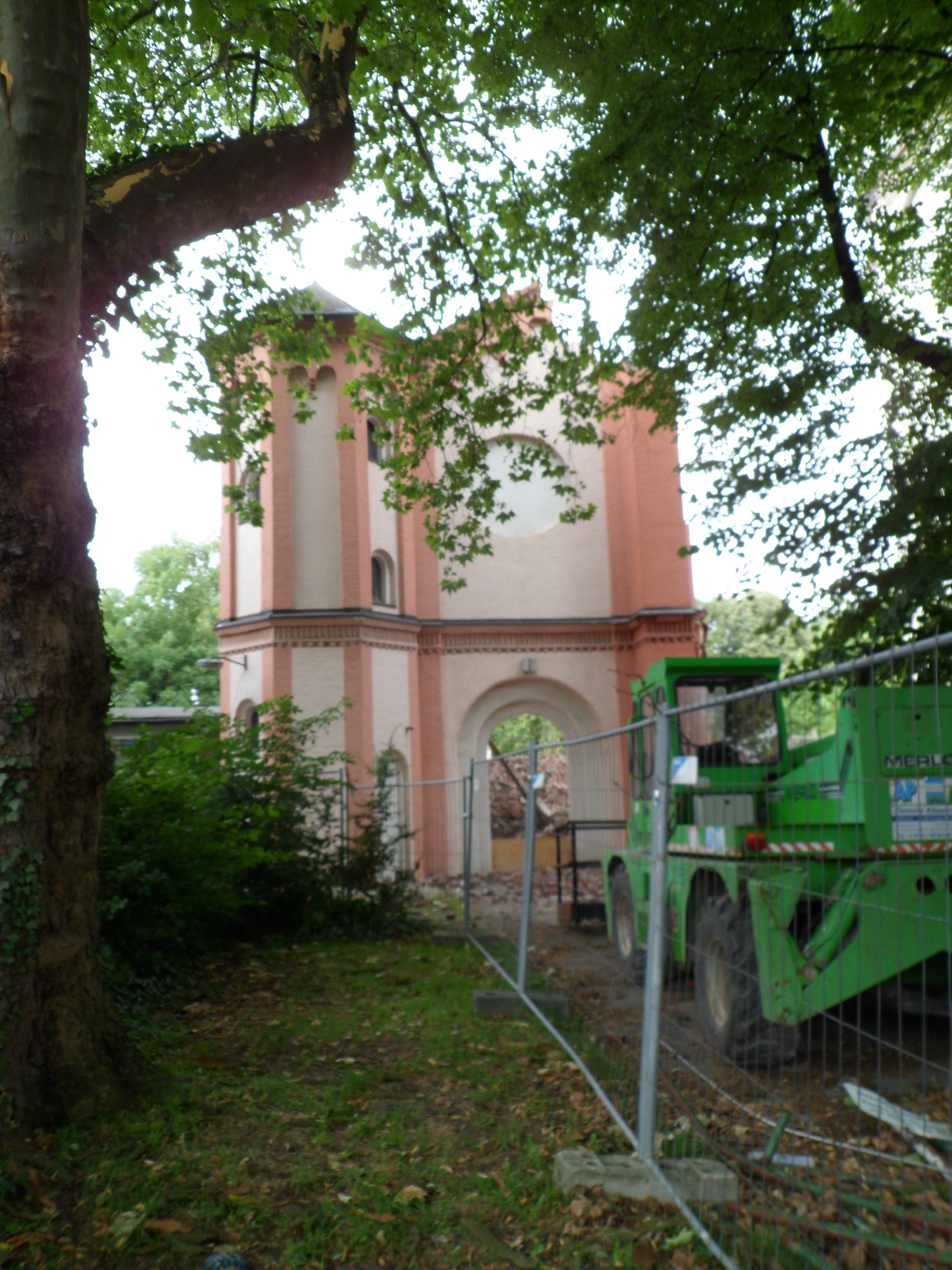
Reste des Redemptoristenklosters Bochum

Nachdem es immer wieder Gerüchte um eine mögliche Aufhebung des Klosters gegeben hatte, erfolgte 2010 die offizielle Bestätigung. Aufgrund mangelnden Nachwuchses und der Überalterung des Konvents wurde die Aufhebung für 2011 beschlossen. Der ursprüngliche Plan, in Kooperation mit einem Altenheim ein Seniorenkloster zu gründen, konnte nicht realisiert werden, da sich kein Seniorenheim fand, in dem sich die Redemptoristen hätten einmieten können; ein solches Seniorenkloster wurde daraufhin in Köln-Ehrenfeld realisiert.
Am 16. Januar 2011 feierte der Essener Bischof Franz-Josef Overbeck die letzte Heilige Messe im Kloster Maria Hilf. Anwesend waren auch die Bochumer Oberbürgermeisterin Ottilie Scholz und Johannes Römelt CssR, Provinzial der deutsch-flämisch-schweizerischen Redemptoristenprovinz St. Clemens. Dabei fand auch die Profanierung des Kirchenbaus statt. Die Ordensleute zogen nach Kirchhellen und Köln um.
Das benachbarte St.-Vinzenz-Kinderheim und das Bochumer St.-Johannes-Stift erwarben die Gebäude. Geplant ist der Bau eines Pflegeheimes für Demenzkranke sowie Wohnungen. Der Klostergarten mit seinem alten Baumbestand soll erhalten bleiben und von den Bewohnern des Pflegeheimes und den Kindern und Jugendlichen des Vinzenz-Kinderheims gleichermaßen genutzt werden. Der Abriss des Klosters und der Kirche war damit beschlossen, es stand jedoch im Raum, zumindest den Turm erhalten zu können und in den Neubau zu integrieren. Zwei Gutachten kamen jedoch zu dem Ergebnis, dass es dem Turm an Standsicherheit fehle.
Im Juli 2012 wurden Kloster und Kirche abgerissen, die Orgel der Kirche wurde an die St.-Franziskus-Kirche in Weitmar verkauft. Die Kirchenfenster wurden zum Teil zu den Niederlassungen des Redemptoristenordens in Köln und Mönchengladbach gebracht, der andere Teil soll in das neue Pflegeheim integriert werden. Anderes Inventar war zuvor bereits auf einem Flohmarkt verkauft worden.